# Keep Your Light Shining
Keep Your Light Shining war eine deutsche Gesangsshow, die von Mai bis Juni 2014 von ProSieben ausgestrahlt wurde. Moderatorin war Annica Hansen. Die Show bestand aus drei Sendungen. Nach der letzten Ausgabe gab ProSieben bekannt, dass das Format nicht für weitere Shows zurückkehren werde. Als Grund wurden die schlechten Einschaltquoten angegeben. Die Show wurde als Antwort auf die Show Rising Star angesehen, die im Herbst 2014 bei RTL ausgestrahlt wurde.

## Konzept
Neun Kandidaten stehen in einem Kreis und singen einen gemeinsamen Song. Dabei hat jeder Kandidat nur 30 Sekunden Zeit, die Zuschauer zu überzeugen. Daraufhin können die Zuschauer über die ProSieben-Connect-App oder online abstimmen. Nach jeder Runde scheidet der Kandidat mit den wenigsten positiven Stimmen aus, bis sich nur noch zwei Kandidaten gegenüberstehen. Der Sieger, der in der Finalrunde gesucht wird, erhält 50.000 Euro.
Als Musikexperten standen in jeder Sendung jeweils ein internationaler sowie ein nationaler Star zur Seite und geben ihre Beurteilungen zu den Kandidaten ab. Die Experten hatten jedoch keinen Einfluss auf die Abstimmung.

## Produktion
Die deutsche Ausgabe wurde von Tresor TV produziert. Die Live-Sendungen wurden in den MMC Studios in Köln produziert.

## Sendung

### 1. Sendung
Die erste Sendung wurde am 22. Mai 2014 ausgestrahlt. Die Jury bestand ursprünglich aus Gary Barlow und Alina Süggeler. Ein Tag vor Sendungsbeginn wurde bekannt, dass Barlow seine Teilnahme abgesagt hätte und dass dafür Ricky Martin den Platz einnehmen wird. Laut Senderangaben wurden 2,9 Millionen Stimmen für oder gegen einen Kandidaten abgegeben.
| Kandidat(in), Alter   | Kandidat(in), Alter | Beruf                | 0Wohnort0         | Anmerkungen                                                  | Platzierung |
| --------------------- | ------------------- | -------------------- | ----------------- | ------------------------------------------------------------ | ----------- |
| Willy Hubbard         | 33                  | Musiker              | Kaiserslautern    | ehemaliger US-Soldat, Teilnehmer der 3. Staffel von X Factor | Platz 1     |
| Roman Jauk            | 23                  | Postbote             | Weilheim          |                                                              | Platz 2     |
| Richard Hecht         | 25                  | Fertigungsmechaniker | Großwallstadt     |                                                              | Platz 3     |
| Sarah Schiffer        | 25                  | Musicaldarstellerin  | Herzogenrath      |                                                              | Platz 4     |
| Paul Turner           | 28                  | Musiker              | Amsterdam         |                                                              | Platz 5     |
| Sarah Isabelle Ksouri | 27                  | Ingenieurin          | Bochum            |                                                              | Platz 6     |
| Fabrizio Levita       | 38                  | Musiker              | Frankfurt am Main | ehemaliges Mitglied von Overground                           | Platz 7     |
| Charlotte Klauser     | 23                  | Musikerin            | Köln              |                                                              | Platz 8     |
| Coby Grant            | 27                  | Musikerin            | Perth             |                                                              | Platz 9     |

| Platz | Song                                                       | Runde                 | Runde                 | Runde                 | Runde                 | Runde          | Runde          | Runde         | Runde         |
| Platz | Song                                                       | 1                     | 2                     | 3                     | 4                     | 5              | 6              | 7             | 8             |
| ----- | ---------------------------------------------------------- | --------------------- | --------------------- | --------------------- | --------------------- | -------------- | -------------- | ------------- | ------------- |
| 1     | Katy Perry – Unconditionally                               | Willy Hubbard         | Willy Hubbard         | Willy Hubbard         | Willy Hubbard         | Willy Hubbard  | Willy Hubbard  | Willy Hubbard | Willy Hubbard |
| 2     | Katy Perry – Unconditionally                               | Roman Jauk            | Roman Jauk            | Roman Jauk            | Roman Jauk            | Roman Jauk     | Roman Jauk     | Roman Jauk    | Roman Jauk    |
| 3     | The Script – Hall of Fame                                  | Richard Hecht         | Richard Hecht         | Richard Hecht         | Richard Hecht         | Richard Hecht  | Richard Hecht  | Richard Hecht |               |
| 4     | Nirvana – Smells Like Teen Spirit                          | Sarah Schiffer        | Sarah Schiffer        | Sarah Schiffer        | Sarah Schiffer        | Sarah Schiffer | Sarah Schiffer |               |               |
| 5     | A Great Big World feat. Christina Aguilera – Say Something | Paul Turner           | Paul Turner           | Paul Turner           | Paul Turner           | Paul Turner    |                |               |               |
| 6     | Bruno Mars – Locked out of Heaven                          | Sarah Isabelle Ksouri | Sarah Isabelle Ksouri | Sarah Isabelle Ksouri | Sarah Isabelle Ksouri |                |                |               |               |
| 7     | Alicia Keys – Empire State of Mind                         | Fabrizio Levita       | Fabrizio Levita       | Fabrizio Levita       |                       |                |                |               |               |
| 8     | Maroon 5 feat. Christina Aguilera – Moves like Jagger      | Charlotte Klauser     | Charlotte Klauser     |                       |                       |                |                |               |               |
| 9     | Ellie Goulding – Burn                                      | Coby Grant            |                       |                       |                       |                |                |               |               |

### 2. Sendung
Die zweite Sendung wurde am 29. Mai 2014 ausgestrahlt. Die Jury bestand aus Ed Sheeran und Andreas Bourani.
| Kandidat(in), Alter  | Kandidat(in), Alter | Beruf                                      | 0Wohnort0  | Anmerkungen                                       | Platzierung |
| -------------------- | ------------------- | ------------------------------------------ | ---------- | ------------------------------------------------- | ----------- |
| Fabian Bruck         | 22                  | Auszubildender (audiovisuelle Medien)      | Weinstadt  |                                                   | Platz 1     |
| Caroline von Brünken | 29                  | Vocal-Coach                                | München    |                                                   | Platz 2     |
| Julian Williams      | 28                  | Entertainer                                | München    | Sohn von Ron Williams, Enkel von Fritz Wunderlich | Platz 3     |
| Christine Seraphin   | 26                  | Auszubildende                              | Berlin     |                                                   | Platz 4     |
| Freddy Pieper        | 32                  | Besitzer eines Antiquitätengeschäfts       | Hamm       |                                                   | Platz 5     |
| Renée Walker         | 39                  | Sängerin                                   | Sandhausen |                                                   | Platz 6     |
| Gwen Thomas          | 25                  | Musicaldarstellerin                        | Hamburg    | Enkelin von Albert Christoph Reck                 | Platz 7     |
| Anna Schenk          | 35                  | Sängerin                                   | Elz        |                                                   | Platz 8     |
| Alexander von Hugo   | 34                  | Theaterdarsteller, Stepptänzer und Musiker | Berlin     |                                                   | Platz 9     |

| Platz | Song                                             | Runde                | Runde                | Runde                | Runde                | Runde                | Runde                | Runde                | Runde                |
| Platz | Song                                             | 1                    | 2                    | 3                    | 4                    | 5                    | 6                    | 7                    | 8                    |
| ----- | ------------------------------------------------ | -------------------- | -------------------- | -------------------- | -------------------- | -------------------- | -------------------- | -------------------- | -------------------- |
| 1     | Labyrinth & Emeli Sandé – Beneath Your Beautiful | Fabian Bruck         | Fabian Bruck         | Fabian Bruck         | Fabian Bruck         | Fabian Bruck         | Fabian Bruck         | Fabian Bruck         | Fabian Bruck         |
| 2     | Labyrinth & Emeli Sandé – Beneath Your Beautiful | Caroline von Brünken | Caroline von Brünken | Caroline von Brünken | Caroline von Brünken | Caroline von Brünken | Caroline von Brünken | Caroline von Brünken | Caroline von Brünken |
| 3     | Pink – Just Like a Pill                          | Julian Williams      | Julian Williams      | Julian Williams      | Julian Williams      | Julian Williams      | Julian Williams      | Julian Williams      |                      |
| 4     | Linkin Park – Burn It Down                       | Christine Seraphin   | Christine Seraphin   | Christine Seraphin   | Christine Seraphin   | Christine Seraphin   | Christine Seraphin   |                      |                      |
| 5     | Birdy – Wings                                    | Freddy Pieper        | Freddy Pieper        | Freddy Pieper        | Freddy Pieper        | Freddy Pieper        |                      |                      |                      |
| 6     | Bastille – Pompeii                               | Renée Walker         | Renée Walker         | Renée Walker         | Renée Walker         |                      |                      |                      |                      |
| 7     | Hurts – Stay                                     | Gwen Thomas          | Gwen Thomas          | Gwen Thomas          |                      |                      |                      |                      |                      |
| 8     | OneRepublic – Counting Stars                     | Anna Schenk          | Anna Schenk          |                      |                      |                      |                      |                      |                      |
| 9     | Pharrell Williams – Happy                        | Alexander von Hugo   |                      |                      |                      |                      |                      |                      |                      |

### 3. Sendung
Die dritte und vorerst letzte Sendung wurde am 5. Juni 2014 ausgestrahlt. Die Jury bestand aus Jessie J und Roger Cicero.
| Kandidat(in), Alter | Kandidat(in), Alter | Beruf                      | 0Wohnort0            | Anmerkungen                                                                                    | Platzierung |
| ------------------- | ------------------- | -------------------------- | -------------------- | ---------------------------------------------------------------------------------------------- | ----------- |
| Steffen Oswald      | 35                  | Krankenpfleger und Student | Freiburg im Breisgau |                                                                                                | Platz 1     |
| Ayke Witt           | 22                  | Student                    | Wolfsburg            |                                                                                                | Platz 2     |
| Nikola Bilsing      | 29                  | Lehrerin                   | Wernigerode          |                                                                                                | Platz 3     |
| Rick Washington     | 50                  | Backgroundsänger           | Berlin               |                                                                                                | Platz 4     |
| Patricia Venancio   | 18                  | Schülerin                  | Heinerscheid         |                                                                                                | Platz 5     |
| Maria Rerych        | 30                  | Musikerin                  | Wien/Graz            | Drittplatzierte in der 4. Staffel von Starmania                                                | Platz 6     |
| Jessica Brüggemann  | 24                  | Mediengestalterin          | Bad Fallingbostel    | nahm an den Blind Auditions der 2. Staffel von The Voice of Germany teil                       | Platz 7     |
| Kim Greene          | 32                  | Sängerin                   | Frankfurt am Main    | ehemalige Sportlerin, nahm an den Blind Auditions der 2. Staffel von The Voice of Germany teil | Platz 8     |
| Amanda Somerville   | 35                  | Sängerin                   | Wolfsburg            |                                                                                                | Platz 9     |

| Platz | Song                                       | Runde              | Runde              | Runde              | Runde             | Runde             | Runde           | Runde          | Runde          |
| Platz | Song                                       | 1                  | 2                  | 3                  | 4                 | 5                 | 6               | 7              | 8              |
| ----- | ------------------------------------------ | ------------------ | ------------------ | ------------------ | ----------------- | ----------------- | --------------- | -------------- | -------------- |
| 1     | Adele – Chasing Pavements                  | Steffen Oswald     | Steffen Oswald     | Steffen Oswald     | Steffen Oswald    | Steffen Oswald    | Steffen Oswald  | Steffen Oswald | Steffen Oswald |
| 2     | Adele – Chasing Pavements                  | Ayke Witt          | Ayke Witt          | Ayke Witt          | Ayke Witt         | Ayke Witt         | Ayke Witt       | Ayke Witt      | Ayke Witt      |
| 3     | Green Day – Boulevard of Broken Dreams     | Nikola Bilsing     | Nikola Bilsing     | Nikola Bilsing     | Nikola Bilsing    | Nikola Bilsing    | Nikola Bilsing  | Nikola Bilsing |                |
| 4     | Emeli Sandé – Read All About It (Part III) | Rick Washington    | Rick Washington    | Rick Washington    | Rick Washington   | Rick Washington   | Rick Washington |                |                |
| 5     | Justin Timberlake – Mirrors                | Patricia Venancio  | Patricia Venancio  | Patricia Venancio  | Patricia Venancio | Patricia Venancio |                 |                |                |
| 6     | Imagine Dragons – Demons                   | Maria Rerych       | Maria Rerych       | Maria Rerych       | Maria Rerych      |                   |                 |                |                |
| 7     | Rihanna – Unfaithful                       | Jessica Brüggemann | Jessica Brüggemann | Jessica Brüggemann |                   |                   |                 |                |                |
| 8     | OneRepublic – If I Lose Myself             | Kim Greene         | Kim Greene         |                    |                   |                   |                 |                |                |
| 9     | Avicii – Addicted To You                   | Amanda Somerville  |                    |                    |                   |                   |                 |                |                |

Superfinale
An den regulären Durchgang schloss sich in dieser Sendung ein Superfinale an, in dem die Sieger der drei Ausgaben noch einmal gegeneinander antraten. Auch hier lag die Entscheidung über den Sieger ausschließlich bei den Zuschauern. Der Sieger wurde in nur einer Runde ermittelt, in der die Kandidaten All The Right Moves von OneRepublic vortrugen, welches teilweise auch von allen gemeinsam gesungen wurde. Willy Hubbard konnte sich gegen Fabian Bruck und Steffen Oswald durchsetzen und dadurch seinen Gewinn auf 100.000 € verdoppeln.

## Rezeption

### Kritik
Die Show erhielt sowohl positive als auch negative Beurteilungen.
Sidney Schering meinte auf Quotenmeter.de, dass „das Gesamtbild von Konzept und Umsetzung stimmt“ und die Show „Spaß“ machen würde.
Alexander Krei von DWDL.de findet, dass es ProSieben gelungen sei, „das Tempo trotz oder gerade wegen der Interaktivität hochzuhalten, was sich übrigens auch in eine erstaunlich gute Stimmung im Studio niederschlug“. Krei wünscht sich nur für die zukünftigen Shows, dass „diese eine Spur überraschender daherkommen“.
Bemängelt wurden vor allem die „obligatorischen Einspieler über die Showteilnehmer“ und die Moderation von Annica Hansen. Vor allem in den Tageszeitungen wurde die Sendung verrissen, so zum Beispiel vom Hamburger Abendblatt und der WAZ. Ein Kommentar von Stefan Niggemeier für die Online-Ausgabe der FAZ fiel gemischt aus.
Noch vor Ausstrahlungsbeginn wurde spekuliert, ob die ProSieben-Show genauso Probleme mit ihrer App haben würde wie das Quizduell auf Das Erste. Dort streikte des Öfteren die App, die von Unbekannten gehackt wurde.

### Einschaltquoten
| Ausgabe    | Datum        | Zuschauer | Zuschauer       | Marktanteil | Marktanteil     | Quelle |
| Ausgabe    | Datum        | Gesamt    | 14 bis 49 Jahre | Gesamt      | 14 bis 49 Jahre | Quelle |
| ---------- | ------------ | --------- | --------------- | ----------- | --------------- | ------ |
| 1. Sendung | 22. Mai 2014 | 1,17 Mio. | 0,89 Mio.       | 4,5 %       | 9,1 %           | [ 13 ] |
| 2. Sendung | 29. Mai 2014 | 1,20 Mio. | 0,76 Mio.       | 4,1 %       | 6,9 %           | [ 14 ] |
| 3. Sendung | 5. Juni 2014 | 0,95 Mio. | 0,65 Mio.       | 3,6 %       | 6,7 %           | [ 15 ] |